# Frants Bøe
Frants Diderik Bøe (28. maj 1820 i Bergen – 13. november 1891 sammesteds) var en norsk maler.
Frants Bøe malede som dreng kopier, og blev af bl.a. Lyder Sagen opmuntret til at uddanne sig i København. Under opholdet her 1840-45 hjalp N.L. Høyen ham til gratis undervisning hos H.W. Bissen og G.F. Hetsch samtidig med, at Bøe søgte aftenundervisningen på Kunstakademiet. På Høyens initiativ fik Bøe støtte familien, senere fra en større kreds i Bergen. Hans landskaber fra denne tid var præget af elevforholdet til Christen Købke. Fra 1845 levede Bøe i Bergen. Hans arbejder, der også omfatter portrætter, var koncentreret om blomsterbilleder og stilleben, men under parisopholdet hos, Theude Grønland, udviklede motiverne sig til skildringer af konkylier, perler og smykker.